# 酒鬼妹子
《酒鬼妹子》是由火野遙人創作的日本漫畫作品，在小學館的網路漫畫網站《裏Sunday》自2015年8月19日開始連載，也在小學館的漫畫App《MangaONE》上發布。作品描寫主角來到東京後，與職業、年齡各異的女性一起在合租公寓生活並享受飲酒的模樣。
2017年8月宣布製作電視動畫，2018年1月11日首播。電視動畫的製作公司Production IMS於動畫播放完畢半年后宣布破產，此動畫便成為Production IMS製作的最後一部電視動畫作品。

## 登場人物
天月滿（聲：今村彩夏）
主角。從岡山來到東京工作，住在合租公寓「Stella House春野」。
桐山直（聲：安濟知佳）
從事服飾業的女性，熟知酒的種類及喝法。
綠川香枝（聲：小松未可子）
從事婚禮策劃的女性。身材姣好，喜歡作菜。
桐山真（聲：內田真禮）
直的妹妹，大學三年級。
花森（聲：安野希世乃）
滿的前輩。香枝的高中同學。
社長

みちるの母

尾木禮子
滿負責指導的後輩。

## 出版書籍
| 冊數 | 小學館         | 小學館                 |
| 冊數 | 發售日期       | ISBN                   |
| ---- | -------------- | ---------------------- |
| 1    | 2015年12月18日 | ISBN 978-4-09-126685-9 |
| 2    | 2016年6月17日  | ISBN 978-4-09-127309-3 |
| 3    | 2016年12月12日 | ISBN 978-4-09-127462-5 |
| 4    | 2017年8月10日  | ISBN 978-4-09-127745-9 |
| 5    | 2017年12月19日 | ISBN 978-4-09-128055-8 |
| 6    | 2018年2月16日  | ISBN 978-4-09-128206-4 |
| 7    | 2018年7月12日  | ISBN 978-4-09-128420-4 |

## 電視動畫

### 製作人員
- 原作：火野遙人
- 導演：小林智樹
- 編劇：高山克彥
- 人物設定：小林真平
- 音效指導：濱野高年（日语：濱野高年）
- 音效製作：MAGIC CAPSULE（日语：マジックカプセル）
- 音樂：鈴木真人
- 音樂製作：波麗佳音
- 動畫製作：Production IMS

### 主題曲
片頭曲「aventure bleu」
作詞：meg rock，作曲、編曲：Rasmus Faber，主唱：內田真禮
第1話當作尾曲使用。
片尾曲
作詞、作曲、主唱：，編曲：橫山裕章
第1話未使用。

### 各話列表
| 話數 | 日文標題 | 中文標題       | 劇本     | 分鏡     | 演出       | 作畫監督                              | 總作畫監督        |
| ---- | -------- | -------------- | -------- | -------- | ---------- | ------------------------------------- | ----------------- |
| 1    |          | 惠比壽啤酒     | 高山克彥 | 小林智樹 | 石倉禮     | 久松沙紀                              | 小林真平 宮井加奈 |
| 2    |          | 高球燒酒       | 高山克彥 | 島津裕行 | 安藤貴史   | 森田實                                | 宮井加奈          |
| 3    |          | 星期三的貓咪   | 高山克彥 | 小川優樹 | 戶澤俊太郎 | 今田茜                                | 小林真平          |
| 4    |          | 冰結           | 高山克彥 | 小林智樹 | 阿部雅司   | 藤田正幸                              | 宮井加奈          |
| 5    |          | Kitty          | 高山克彥 | 日野貴史 | 安藤貴史   | 萩尾圭太                              | 小林真平          |
| 6    |          | 獺祭           | 高山克彥 | 島津裕行 | 池田智葉   | 中俣由貴乃                            | 宮井加奈          |
| 7    |          | 香甜咖啡酒     | 高山克彥 | 石倉禮   | 石倉禮     | 細田沙織、小野和寬 藤田正幸、岩田龍治 | 小林真平          |
| 8    |          | 角瓶           | 高山克彥 | 川面真也 | 東海林真一 | 森田實                                | 宮井加奈          |
| 9    |          | 男梅沙瓦       | 高山克彥 | 小林智樹 | 安藤貴史   | 藤田正幸                              | 小林真平          |
| 10   |          | 獵戶座啤酒     | 高山克彥 | 島津裕行 | 池田智美   | 中俣由貴乃                            | 宮井加奈          |
| 11   |          | 大七           | 高山克彥 | 島津裕行 | 阿部雅司   | 今田茜、和田伸一                      | 宮井加奈 萩尾圭太 |
| 12   |          | 朝日啤酒“超爽” | 高山克彥 | 小林智樹 | 小林智樹   | 花上將吾                              | 小林真平          |

### 播放電視台
日本深夜動畫：下文記載的日本国内播放時間使用日本標準時間（UTC+9）表示。因為部分時間标识會採用30小时制，因此請留意这类超过24:00的时间，其實際播放時間為翌日清晨。
| 播放地區   | 播放電視台         | 播放日期               | 播放時間                  | 所屬聯播網 | 備註                                                |
| ---------- | ------------------ | ---------------------- | ------------------------- | ---------- | --------------------------------------------------- |
| 關東廣域圈 | TBS電視台          | 2018年1月11日－3月29日 | 星期四 26時43分－26時58分 | TBS電視網  | 每話15分鐘 承接《粗點心戰爭2》後半15分鐘空檔        |
| 兵庫縣     | SUN電視台          | 2018年1月12日－        | 星期五 23時45分－24時00分 | 獨立UHF局  | 每話15分鐘 承接《粗點心戰爭2》後半15分鐘空檔        |
| 日本全國   | BS-TBS             | 2018年1月13日－        | 星期六 25時45分－26時00分 | BS放送     | 每話15分鐘 承接《粗點心戰爭2》後半15分鐘空檔        |
| 日本全國   | TBS Channel 1      | 2018年1月14日－        | 星期日 25時45分－26時00分 | CS放送     | 每話15分鐘 承接《粗點心戰爭2》後半15分鐘空檔 有重播 |
| 日本全國   | U-NEXT             | 2018年1月12日－        | 星期五 12時00分 更新      | 網路電視   | －                                                  |
| 日本全國   | Anime放題          | 2018年1月12日－        | 星期五 12時00分 更新      | 網路電視   | －                                                  |
| 日本全國   | dTV                | 2018年1月15日－        | 星期一 12時00分 更新      | 網路電視   | －                                                  |
| 日本全國   | d動畫商城          | 2018年1月15日－        | 星期一 12時00分 更新      | 網路電視   | －                                                  |
| 日本全國   | GYAO！             | 2018年1月15日－        | 星期一 12時00分 更新      | 網路電視   | －                                                  |
| 日本全國   | Amazon Prime Video | 2018年1月15日－        | 星期一 12時00分 更新      | 網路電視   | －                                                  |
| 日本全國   | Rakuten TV         | 2018年1月15日－        | 星期一 12時00分 更新      | 網路電視   | －                                                  |
| 日本全國   | Video Market       | 2018年1月15日－        | 星期一 12時00分 更新      | 網路電視   | －                                                  |
| 日本全國   | Niconico頻道       | 2018年1月15日－        | 星期一 12時00分 更新      | 網路電視   | －                                                  |
| 日本全國   | Niconico生放送     | 2018年1月15日－        | 星期一 22時15分－22時30分 | 網路電視   | 每話15分鐘 承接《粗點心戰爭2》後半15分鐘空檔        |
| 日本全國   | Video Pass         | 2018年1月16日－        | 星期二 24時00分 更新      | 網路電視   | －                                                  |

### BD／DVD
| 卷數 | 發售日期      | 收錄話        | 規格編號   | 規格編號   |
| 卷數 | 發售日期      | 收錄話        | BD         | DVD        |
| ---- | ------------- | ------------- | ---------- | ---------- |
| 上   | 2018年3月21日 | 第1話－第6話  | PCXP-50581 | 不適用     |
| 1    | 2018年3月21日 | 第1話－第4話  | 不適用     | PCBP-53881 |
| 下   | 2018年4月18日 | 第7話－第12話 | PCXP-50582 | 不適用     |
| 2    | 2018年4月18日 | 第5話－第8話  | 不適用     | PCBP-53882 |
| 3    | 2018年5月16日 | 第9話－第12話 | 不適用     | PCBP-53883 |

## 外部連結
- 《酒鬼妹子》於《裏Sunday》的連載頁面（日語）
- 電視動畫《酒鬼妹子》官方網站 （页面存档备份，存于）（日語）
- 電視動畫《酒鬼妹子》官方的X（前Twitter）（日語）